# Agsdorf-Gegend, Sveti Urban
Agsdorf-Gegend je naselje v Občini Sveti Urban v Okraju Trg na Koroškem v Avstriji.